# Franerex
Franerex was de naam van een munitiefabriek in Hoogerheide. Het bedrijf was gevestigd aan de Heimolen en heeft bestaan van 1954-2003.

## Geschiedenis
Het bedrijf werd opgericht in 1954, later werd het een nevenvestiging van Eurometaal. Er werd onder meer gewerkt met witte fosfor en de hoofdactiviteit bestond uit het vullen van munitie met springstoffen. Het bedrijf werd in 1992 beschuldigd van het leveren van drukvaten en patroonhulzen aan Irak, een levering die in 1989 zou zijn gedaan onder meer ten behoeve van de ontwikkeling van het Iraakse superkanon. Er volgde vrijspraak.
In 2001 kwam het bedrijf in moeilijkheden, aangezien er aanzienlijke milieu-investeringen moesten worden gedaan, waartoe het moederbedrijf Rheinmetall niet bereid bleek. Sluiting volgde in 2003, waarbij 160 medewerkers waren betrokken.

## Heden
Het bedrijfscomplex werd overgenomen door TNO. Ook bedrijven konden van de faciliteiten gebruikmaken. Het bedrijf Assensys vestigde zich daar eveneens. Het vult nog steeds munitie met springstoffen, zowel voor militair en paramilitair gebruik als voor de industrie. Het is daarmee de enige overgebleven springstoffenverwerkende industrie in Nederland. Daarnaast biedt het faciliteiten voor explosievormen.